# Église néo-apostolique
Pour les articles homonymes, voir Église apostolique, ENA et Ena.
 (juillet 2015).

Église néo-apostolique de Metz.

L’Église néo-apostolique est une Église chrétienne millénariste à caractère international, issue en 1863 de l'Église catholique apostolique. Elle est dirigée par des  « apôtres » afin de copier l'exemple des premières communautés chrétiennes. En 2015, l'Église néo-apostolique est présente dans presque 190 pays comptant 8,8 millions de membres, dont 7,4 millions en Afrique,,

## Histoire
En 1860, Heinrich Geyer (1818–1896) et Friedrich Wilhelm Schwartz (1815–1895) sont exclus de l'Église catholique apostolique pour avoir voulu nommer six nouveaux apôtres en remplacement de ceux qui étaient déjà morts. Ils fondent en 1865 la Mission chrétienne apostolique universelle qui se sépare en deux groupes après une dissension entre Geyer et Schwartz. Le groupe de Geyer disparaît peu après la mort de celui-ci.
Après la mort de Schwartz, le chef de gare Fritz Krebs (1832-1905) est considéré comme « apôtre-patriarche »  par les autres apôtres et met en place la structure actuelle de l'Église. La structure se développe en Allemagne et aux Pays-Bas, puis s'implante en Suisse à partir de 1894. Le nombre de douze apôtres est à nouveau atteint en 1900.
Hermann Niehaus (1848-1932) devient le second apôtre-patriarche en 1905. En 1906 l'organisation prend le nom de Communauté néo-apostolique, puis plus tard d'Église néo-apostolique.
Johann-Gottfried Bischoff (1871-1960) devient le troisième apôtre-patriarche en 1930. À noter qu'en allemand son nom, Bischoff, signifie « évêque », ce qui peut prêter à confusion : en effet, dans l'Église néo-apostolique les ministères d'apôtre et d'évêque sont distincts. Le 25 décembre 1950, il affirme que Jésus va revenir de son vivant. Ces affirmations deviennent un aspect important de la doctrine de l'Église jusqu'à la mort de Bischoff le 6 juillet 1960.
Ce décès provoque une crise au sein de l’Église, et de nombreux déçus la quitteront. Cependant, l’Église néo-apostolique continue à prospérer. Le 10 juillet 1960, Walter Schmidt (1891-1981) est nommé apôtre-patriarche. Il sera suivi le 23 février 1975 par Ernst Streckeisen (1905-1978), puis par Hans Urwyler (1925-1994) le 18 novembre 1978.
Le 22 mai 1988, le suisse Richard Fehr devient le septième apôtre-patriarche. Il prend sa retraite le 16 mai 2005 lors du service divin solennel de Pentecôte au cours duquel il institue Wilhelm Leber, apôtre du district d'Allemagne du Nord, dans le ministère d'apôtre patriarche. Wilhelm Leber devient donc le huitième apôtre-patriarche.
Le 27 mai 2012, lors du service divin de la Pentecôte, l'Apôtre-patriarche Wilhelm Leber a mandaté l'Apôtre de district de France, Jean-Luc Schneider, comme apôtre patriarche adjoint.
Le 19 mai 2013, l'Apôtre-patriarche Wilhelm Leber a institué l'Apôtre-patriarche adjoint Jean-Luc Schneider dans le ministère « d'Apôtre-patriarche » et a été admis à la retraite.

## Doctrine
L'Église néo-apostolique est un mouvement millénariste qui professe l'imminence du retour de Jésus-Christ.

### Confession de foi
La confession de foi de l'Église néo-apostolique comporte dix articles dont les trois premiers reprennent globalement le Symbole des apôtres. Les autres articles sont propres à l'Église néo-apostolique et complètent et interprètent les deux symboles de l'Église ancienne dans le domaine des ministères sacerdotaux, des sacrements, de l'eschatologie et des relations du croyant avec les autorités temporelles.

### Sacrements
L'Église néo-apostolique connaît trois sacrements : le Saint-scellé, le Saint baptême d'eau et la Sainte-Cène.
- Le Saint-Scellé ou dispensation du Saint-Esprit est réalisé par l'imposition des mains et la prière d'un apôtre de l'Église[9].
- Le Saint baptême d'eau est dispensé par aspersion d'eau consacrée en dessinant trois croix sur le front du baptisé et par l'imposition des mains du prêtre, au nom de la Trinité divine.
- La Sainte-Cène est la distribution d'une hostie par le prêtre au moment de l'Eucharistie.

Au sein de l'Église néo-apostolique, le Baptême et le Saint-Scellé sont donc deux sacrements distincts, bien que complémentaires.

### Catéchisme
Depuis décembre 2012 l'Église néo-apostolique est dotée d'un « catéchisme » qui reprend et approfondit les notions développées dans des écrits plus anciens comme l'ouvrage Questions et réponses concernant la foi néo-apostolique. Ce catéchisme a pour but d'être une référence pour la vie de foi néo-apostolique.

## Structure et organisation

### Organisation cultuelle
L'Église néo-apostolique est hiérarchisée ainsi :
- apôtre-patriarche ;
- apôtre de district ;
- apôtre ;
- prêtre ;
- diacre.

À son sommet on trouve l'apôtre-patriarche qui siège depuis 1975 à Zurich en Suisse. Le nombre d'apôtres a suivi l'expansion de l'Église, de douze à l'origine, ils sont maintenant plus de trois cents.

#### Apostolat
Le ministère d'apôtre joue un rôle essentiel dans l'Église qui en tire d'ailleurs son nom. Les apôtres sont les envoyés de Jésus-Christ, de la même manière que les apôtres de l'Église chrétienne primitive. Ils sont seuls habilités à dispenser le sacrement du Saint-scellé et à ordonner les ministres de l'Église.
L'Apôtre-patriarche a pour tâche de remplir le ministère pétrinien, c'est-à-dire de présider le cercle des apôtres, de veiller à leur unité ainsi qu'à la doctrine. Il est l'autorité spirituelle qui dirige l'Église dans tous ses ressorts religieux.
Les apôtres de district ont en plus la responsabilité d'un champ d'activité, composé d'une ou plusieurs Églises territoriales, dans lequel ils s'occupent des soins pastoraux, au suivi des communautés et à la formation spirituelle des ministres. Par exemple, l'actuel apôtre de district chargé de l'Église territoriale de France a aussi la responsabilité des Églises de Hesse, Rhénanie-Palatinat et Sarre en Allemagne ainsi que des territoires de mission en Afrique et au proche et Moyen-Orient.

#### Ministères sacerdotaux
Les prêtres ont reçu mandat d'un apôtre de dispenser les sacrements du Saint baptême d'eau et de la Sainte cène et d'annoncer le pardon des péchés. Ils célèbrent les services divins et les cérémonies religieuses et s'occupent du suivi pastoral des membres de l'Église.

#### Diaconat
Les diacres sont des serviteurs qui œuvrent au sein des communautés et aident les prêtres dans le travail pastoral.
L’Église néo-apostolique s’est dotée d’une charte spécifiant sa conception de l’exercice des fonctions de service et de direction en son sein.

### Structure juridique
L'Église néo-apostolique internationale (ENAI) a son siège à Zurich en Suisse. Elle est subdivisée en Églises territoriales juridiquement indépendantes dont le statut diffère selon le droit local. L’Église néo-apostolique de France a par exemple le statut d’association à vocation exclusivement cultuelle. En Autriche, l’Église néo-apostolique est officiellement reconnue par l’État Autrichien.
Dans plusieurs pays comme l'Argentine, la Zambie et l'Afrique du Sud, l'Église néo-apostolique semble accueillie favorablement par les pouvoirs publics.

### Organisations humanitaires
L'Église néo-apostolique a fondé dans un certain nombre de pays des organisations humanitaires qui œuvrent dans le domaine de la santé, de l'éducation et du développement. La plus importante est NAK-Karitativ qui a son siège à Dortmund en Allemagne.

### Structures annexes
Propriétaire de la Maison d’édition Friedrich Bischoff Sarl (Francfort), elle publie plusieurs revues, dont le mensuel Notre famille.
L'imprimerie Friedrich Bischoff Druckerei GmbH a quant à elle été cédée à un entrepreneur privé.

### Regenbogen-NAK
Un groupe d'initiative appelé Regenbogen-NAK (Rainbow-NAC en anglais et Enarc-en-ciel en Français) a été fondé en 1999 par des gays, lesbiennes et transgenres croyants à l'église Néo-apostolique. Les questions principales sont les problèmes particuliers qui les affectent en public et dans l'Église. La commission des affaires spéciales de l'Église entretient un dialogue avec les représentants allemands et suisses. Cela ne signifie pas que ce groupe fait partie de l'église Néo-apostolique et gère le site Web www.cms.regenbogen-nak.org,.

## Relations avec les autres églises chrétiennes

### Œcuménisme
L'Église néo-apostolique cherche à entretenir des relations fraternelles avec les autres Églises chrétiennes. Elle a entre autres le statut d'Église invitée dans un certain nombre de cercles œcuméniques en Allemagne et en Suisse. Depuis le 2 octobre 2017, l‘Église néo-apostolique est membre de plein droit du Conseil d’Églises chrétiennes (CEC) au Grand-Duché de Luxembourg. L'Église néo-apostolique bénéficie du statut d'hôte au sein de la Communauté de travail des églises chrétiennes en Suisse.
L'Église néo-apostolique reconnaît les baptêmes des autres confessions chrétiennes dès l'instant où ceux-ci ont été célébrés au nom de la Trinité divine et au moyen d'eau.
Plus généralement, la publication du catéchisme de l'Église néo-apostolique a été perçue par ses observateurs extérieurs comme un changement important ouvrant la voie à une reconnaissance dans le concert des Églises chrétiennes.

### Dissidences
L’Église néo-apostolique connaît quelques dissidences :
- la Communauté du socialisme divin fondée en 1902 par Jules Fischer, aujourd'hui l'Apostolat de Juda ;
- l'Apostolat de Jésus-Christ en 1947 ;
- Het Apostolisch Genootschap en 1947 ;
- la Fédération des Communautés Apostoliques Reformées (Reformiert-Apostolischer Gemeindebund) en 1921 ;
- l'Union des chrétiens apostoliques en France et en Suisse en 1954 ;
- la Communauté Apostolique en Allemagne et aux Pays-Bas en 1955.

Les trois derniers ont fondé l'Union des communautés apostoliques en Europe en 1956 à Düsseldorf en Allemagne.
Lors des Journées Européennes de la Jeunesse de 2009, l'Apôtre-Patriarche Wilhelm Leber, a évoqué publiquement les erreurs qui ont été commises par l'Église néo-apostolique, qui ont pu conduire à des schismes. Il s'est excusé en sa qualité de président mondial de l'Église et a exprimé son souhait de réconciliation, lequel s'est matérialisé par des rencontres avec les responsables des autres mouvements apostoliques, lesquelles ont abouti à des déclarations de réconciliation,,.
- La dissidence la plus récente est celle intervenue en 2022 au mois de septembre après la publication d'une vidéo[34] dans laquelle l'apôtre patriarche Jean-Luc Schneider a annoncé que l'Église pourra désormais ordonner les femmes dans tous les niveaux ministériels, se basant dans le texte biblique sur le fait que l'homme et la femme soient égaux devant Dieu.

#### Sources universitaires
- L'Église catholique-apostolique : une œuvre documentaire en langue française, article de Jean-François Mayer sur le site Religioscope
- Église néo-apostolique: précisions sur l'attitude envers les autres chrétiens et leurs sacrements, article de Jean-François Mayer sur le site Religioscope

#### Sources du mouvement
- Église néo-apostolique de France
- Église néo-apostolique internationale
- Église néo-apostolique Suisse
- ENArc-en-ciel Chrétiens néo-apostoliques homosexuels, bisexuels et transsexuels
- Reportage de la SRF (resp. RTS: Radio Télévision Suisse), publié le 7 juillet 2013